# Amurski jež
Amurski jež (ili Mandžurijski jež; Erinaceus amurensis), jedna od četiri vrste ježa iz roda Erinaceus, koji je po mjestu rasprostranjenosti znanstveno i vernakularno nazvan nazvan amurskim ježom (E. amurensis). raspreostranjen je uz rijeku Amur i njenim pritokama, a na jug kroz istoćnu Kinu do provincije Hunan i poluotoka Koreja.
Rod Erinaceus nekada je klasificiran u red insectivora, a danas u vlastiti red Erinaceomorpha, dok je i sam amurski jež priključivan u vrstu E. europaeus (Corbet, 1978c, Gromov i Baranova, 1981, također Zhang et al., 1997), ali se od 1984. smatra različitom vrstom (Corbet, 1984;  Zaitsev, 1984; i Bannikova et al. 1996).